# كونراد سانتوس
كونراد سانتوس هو سياسي كندي، ولد في 26 نوفمبر 1934، وتوفي في 29 فبراير 2016.